# VfL Lohbrügge
Der VfL Lohbrügge (voller Vereinsname: VfL Lohbrügge von 1892 e. V.) ist ein Breitensportverein aus dem Hamburger Stadtteil Lohbrügge. Die erste Fußball-Herrenmannschaft spielt derzeit in der Landesliga Hamburg.
Das Gründungsjahr 1892 leitet sich vom Sander Turnerbund her. Dieser tat sich 1921/22 mit dem Sander SV zum Sander TSV zusammen und spielte unter diesem Namen lange Zeit unterklassig im NFV-Bezirk Groß Hamburg, unterbrochen durch die Zeit der reinlichen Scheidung von Turnen und Sport in den späteren 1920er Jahren.
Laut der zeitgenössischen Lokalpresse wurde der VfL Lohbrügge unter diesem Namen am 24. Mai 1941 als politisch erwünschter Zusammenschluss mehrerer Vorläufer gegründet, unter denen sich der obige Sander TSV befand.

## Fußball
Die erste Herrenmannschaft des VfL erreichte 1993, 2002 und 2009 jeweils den Aufstieg in die höchste Amateurspielklasse des Hamburger Fußball-Verbands. Zwischen 1993 und 1997 sowie zwischen 2002 und 2004 spielte der Verein insgesamt 6 Spielzeiten in der Verbandsliga Hamburg. Größter Erfolg der Vereinsgeschichte war darüber hinaus die Teilnahme an der Oberliga Hamburg in der Saison 2009/10. Der Verein trägt seine Heimspiele auf dem Wilhelm-Lindemann-Sportplatz am Binnenfeldredder aus. Die ehemaligen Fußballprofis Marcus Marin und Norbert Meier spielten in der Jugend für den VfL Lohbrügge.

## Andere Sportarten
Neben Fußball bietet der Verein auch Badminton, Freizeitsport, „Fit & Fun“, Kampfsport, Kindersport, Minigolf, Schwimmsport, Tischtennis, Trampolinturnen und Volleyball an.